# 機動戰士海盜GUNDAM 骷髏之心
《機動戰士海盜GUNDAM 骷髏之心》（日語：機動戦士クロスボーン・ガンダム スカルハート）是富野由悠季及矢立肇原作、長谷川裕一作畫的日本漫畫作品，於高達ACE 2002年11月號至2004年10月號及月刊少年ACE2003年10月號連載。連載時以《機動戰士海盜GUNDAM外傳》（日語：機動戦士クロスボーン・ガンダム外伝）為名，在單行本時則改稱為《機動戰士海盜GUNDAM 骷髏之心》（日語：機動戦士クロスボーン・ガンダム スカルハート）日文單行本由角川書店發行，未有中文代理。本作是《機動戰士海盜鋼彈》的外傳故事。

## 故事簡介
UC0133年，新死亡先鋒揭發並介入木星帝國的陰謀，本作描寫老伯的過去、杜比安在戰爭中的遭遇、新死亡先鋒在戰事完結後的生活及地球聯邦軍的哈里遜在戰後的任務等故事。

## 登場人物
- 使用的台灣譯名參考自《機動戰士海盜GUNDAM》台灣角川版，香港譯名參考自《機動戰士海盜GUNDAM》文化傳信版。配音員為《SDGUNDAMG世代》出演的聲優。

杜比安·亞羅納克斯（聲：山口勝平）
主角，15歲，新人類，海盜高達X1改．改的駕駛員。喜歡貓。木星帝國戰爭結束後，與碧拉狄及其他同伴繼續當宇宙海盜，消滅木星軍餘黨。
碧拉狄·布里耶／狄妮絲·度加茲（聲：夏樹莉緒）
木星總統古洛斯．度加茲的女兒。木星帝國戰爭結束後，與杜比安繼續當宇宙海盜。與杜比安關係良好，但未有更進一步的發展。
哈里遜·馬汀（聲：青羽剛（超級機器人大戰） / 平川大輔（SDGUNDAMG世代））
聯邦的軍人，官階上尉，外號「聯邦的藍色閃光」。故事中與杜比安多次交手，但未有服從上級命令逮捕海盜。更在執行調查任務時獲得杜比安的襄助。似乎喜歡年紀較小的女孩。
金格度·那烏（聲：辻谷耕史）
新死亡先鋒的皇牌，是海盜高達X1的駕駛員，故事「星之王女」中為尋找失蹤的杜比安，駕駛海盜高達X1來到資源衞星，擊退木星軍。
多爾古·史黛拉·娜貝娜多（聲：釘宮理惠）
在故事「星之王女」中作為主角。獨自一人在資源行星上生活近十年的女孩，父母雙逝，偶然救了杜比安，誤以為將杜比安交給木星軍，木星軍就會離開資源行星。戰後加入宇宙海盜，在故事「猿之衞星」中乘搭哈里遜的機體執行任務。
古雷·史多克（聲：矢尾一樹）
在故事「最終兵士」中登場的角色，外表是一名中年男子，駕駛大型機體根保，拜託杜比安協助阻止木星軍的計劃。在任務過程中，多次向杜比安提及傳說中的高達駕駛員阿姆羅·雷的事蹟。一般推測真正身份為傑特·亞希達，並與在《機動戰士V GUNDAM 外傳》中「木星爺爺」疑為同一人。

## 登場機體

### 主要機體
海盜高達X1骷髏之心（X1改．改）
原駕駛員為金格度，與木星帝國的戰爭完結後，交給杜比安使用的機體。
量産型高達F91（哈里遜·馬汀專用機）
是哈里遜的專用的量産型高達F91。機體曾作大幅度修改，以方便量產，因此性能較原版F91弱，亦不能引發MEPE現象。
根保
古雷·史多克駕駛的MS，與當時的機體相比屬大型機體。左臂裝有巨型鉗，右手持有雙筒激光槍。在與天草的對戰中失去右腳。外型與ZZ高達，亦與在《機動戰士V高達 外傳》中「木星爺爺」駕駛的機體疑為相同機體。

### 木星帝國
EMS-06-P 阿瑞纳·巴達拉
是以巴達拉的基础上进行强化得来的MS，在机体上增加了六个附属物，其中四个附属物是翅式喷嘴推进器，以增加机动性。另外两个则是四联装索枪，可以用来缠住敌方MS的四肢。本機还配備了类似海盜高達X3所用的村正狂刀。
EMS-12 阿瑞纳
全高約10米，是木星軍後期計劃量產的機體，亦是巴比茲的原型機。在大戰後期，由於木星帝國資源不足，開始以高機動性為目標，開發超小型MS，背後的武裝可進行全方位發射。
天草
木星帝國的新型MS，以海盜高達X2為基礎，注入木星帝國的技術製成的機體，又稱為「木星GUNDAM」。機體全高約18米，與X2改同樣因為木星帝國技術不足，無法完全重現高達的設計，因為機體有不少木星軍自行設計的裝備，亦因此無法將機體小型化。在故事中，由搭載了戰鬥數據的生化腦控制，具有壓倒性的戰鬥力，單機將三台弗林特擊毀，並消滅了基地的木星軍MS，最後在杜比安與史多克合力下擊毀。《GGENERATION SPIRITS》的機體介紹中提及此機體名稱源自於天草四郎時貞。
EMA-07 羅迪拉斯
在前作《機動戰士海盜高達》中登場機體，於本作中亦有登場，和前作不同的是,本機是以量産機方式登場及以光束骨爪来代替超振动切割线。

### 其他機體
B高達
老伯在一年戰爭中為鐵球加上高達頭部外型的裝甲而成，亦因此令機體平衡性極差，但卻因禍得福，成功打倒六台大魔。
MS-06MS 巴布魯斯

## 漫畫
- 日文版單行本由角川書店出版發行，未有中文代理出版中文單行本。但連載期間《GUNDAM ACE》當時仍有中文版雜誌出版。

| 出版順序 | 日版書名 | 出版日期      | ISBN               |
| -------- | -------- | ------------- | ------------------ |
| 第1集    |          | 2005年1月26日 | ISBN 4-04-713697-2 |

## 備註
1. ↑  未經官方證實。
2. ↑  在《機動戰士海盜高達 鋼鐵的7人 3》中表明機體在拆除裝備及改造後方擁有接近原型的戰鬥力。
3. ↑  未經官方證實。
4. ↑   註: